# Brezina (ort i Algeriet)
Brezina är en ort i Algeriet.   Den ligger i provinsen El Bayadh, i den norra delen av landet, 400 km söder om huvudstaden Alger. Brezina ligger 855 meter över havet och antalet invånare är 19 084.

## Terräng och klimat
Terrängen runt Brezina är huvudsakligen platt, men västerut är den kuperad. Runt Brezina är det mycket glesbefolkat, med 2 invånare per kvadratkilometer. Trakten runt Brezina är ofruktbar med lite eller ingen växtlighet.